# Derwin Kitchen
Derwin Kitchen (n. 14 de mayo de 1986, Jacksonville, Florida) es un jugador de baloncesto estadounidense. Con 1.93 de estatura, su puesto natural en la cancha es el de base en las filas del Defensor Sporting de la Liga Uruguaya

## Trayectoria
Tras no ser drafteado en 2011, el jugador da el salto a Europa realizando una gran temporada en las filas del Maccabi Rishon LeZion  con 14.9 puntos, 7.0 rebotes y 3.3 asistencias por encuentro. Al final de la temporada, el Panathinaikos paga su cláusula de 200.000 dólares por el potente escolta.
A mitad de temporada, el Cedevita Zagreb anuncia la llegada como cedido de Derwin, procedente del Panathinaikos.
La temporada siguiente vuelve a Israel para firmar con el Hapoel Jerusalem, tras realizar en la segunda temporada un promedio de 7.4 puntos y 4.2 asistencias en la liga israelí que finalmente ganaron, y 10.3 puntos y 5.7 rebotes en la Eurocup. Un jugador capaz de jugar tanto de dos como de base y que destaca por su gran intensidad y físico.
En 2015, firma con el SLUC Nancy que ha reforzado su juego exterior con la contratación de Derwin, la temporada pasada en el Hapoel Jerusalem.